# Lanterne de la SNCF
Pour les articles homonymes, voir Lanterne.
 (septembre 2015).
Si vous disposez d'ouvrages ou d'articles de référence ou si vous connaissez des sites web de qualité traitant du thème abordé ici, merci de compléter l'article en donnant les références utiles à sa vérifiabilité et en les liant à la section « Notes et références ».
Les lanternes de la Société nationale des chemins de fer français sont, dans les chemins de fer, utilisées de nuit pour la signalisation lumineuse en manœuvre, ou en remplacement d'une signalisation fixe défaillante des trains (les feux blancs à l'avant ou rouge à l'arrière) ou encore de l'éclairage. À la SNCF la signalisation temporaire est réalisée à l'aide d'EMS (ou ensembles mobiles de signalisation), ou de signaux spécifiques.

## Historique
Le métier de lampiste a depuis longtemps disparu. 
Avec l’avènement de l’électricité, la rationalisation et la simplification, les modèles de lanternes ont été réduits.
La fabrication des lanternes a évolué : les métaux ont disparu (cuivre, laiton, aluminium, tôles…) au profit du plastique. 
La dernière évolution concerne l’unité lumineuse : les lampes à incandescence ont disparu des fanaux, remplacés par des diodes électro-luminescentes.
Le cahier de charge de la SNCF distingue plusieurs types de lanternes à main. Ces lanternes sont utilisées depuis 1987. Fabriquées par Oldham jusqu’à une époque récente, elles sont désormais distribuées par MFI, Oldham ayant cessé cette activité.

## Lanternes de bord des engins moteurs

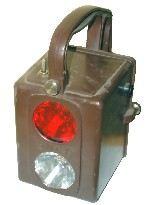
Lanterne de bord.

Les lanternes de bord sont pourvues d’un crochet Union internationale des chemins de fer (UIC), car en cas d’extinction de la signalisation d’arrière d’un train, elles peuvent compléter une plaque de queue en remplacement de la signalisation défaillante (cas de l’extinction de la signalisation d’arrière sur du matériel voyageurs).
Deux modèles existent.

### Lanterne de bord
Elle est caractérisée par la couleur des feux : face avant, un feu blanc et un feu rouge ; ses organes de commande : un interrupteur de commande de feu blanc et rouge ; sa poignée, qui donne une possibilité de préhension par la face supérieure ou arrière + crochet UIC, enfin, par son alimentation : pile 6LR20 uniquement.
| - Lanterne de bord. - Lanterne de bord. |

### Lanterne de bord avec test thermique
Cette lanterne était spécifiquement destinée aux TGV ; l’évolution du matériel a entraîné sa suppression. Ses caractéristiques étaient les feux : face avant, 1 feu blanc et un feu rouge, ses organes de commande : interrupteur de commande de feu blanc et rouge, sa poignée : possibilité de préhension par la face supérieure ou arrière + crochet UIC, son alimentation : pile 6LR20 uniquement, et le test thermique : sonde avec indicateur à diodes

## Lanternes des établissements (gares, postes, BV…)

### Lanterne de visiteur

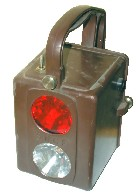
Lanterne de visiteur.

Elle est caractérisée par ses feux : face avant, 1 feu blanc et un feu rouge, ses organes de commande : interrupteur de commande de feu blanc et rouge, sa poignée : possibilité de préhension par la face supérieure ou arrière (pas de crochet UIC) et son alimentation : accus cadmium nickel uniquement

### Lanterne de manœuvre
Elle se reconnaît à ses feux : sur la face avant : 1 feu blanc et un feu rouge ; sur ses faces latérales : un feu jaune fonctionnant en permanence quand le feu blanc est allumé, à ses organes de commande : bouton poussoir de feu rouge, interrupteur de commande de feu blanc et jaune, à sa poignée qui permet la préhension par la face supérieure ou arrière et enfin, à son alimentation : pile 6LR20 ou accus cadmium nickel.
| - Lanterne d'agent de circulation. - Lanterne d'agent de circulation. |

### Lanterne d'agent de circulation
Elle présente des feux : face avant : 1 feu blanc et un feu rouge, et sur le côté gauche : un feu vert, des organes de commande : bouton poussoir de feu rouge, interrupteur de commande de feu blanc et jaune, bouton poussoir à maintien d’appui du feu vert, sa poignée : possibilité de préhension par la face supérieure ou arrière et une alimentation par pile 6LR20 ou accus cadmium nickel.

## Signalisation amovible des trains: fanal de queue de train

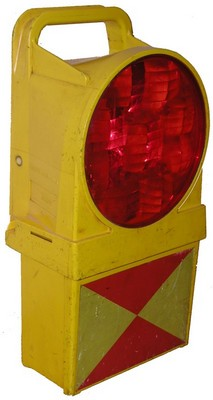
Lanterne de queue.

La simplification de la réglementation des signaux portés par les trains a entraîné la modification des modèles : en effet, les anciens règlements prévoyaient sur certaines lignes désignées, l’annonce de train supplémentaire, la fermeture de la ligne… grâce à la signalisation portée en queue de train qui donnait donc la double indication que le train était complet et qu’une mesure pouvait être prise après le passage du train (par exemple la cessation du gardiennage d’un passage à niveau après le passage du train)… les fanaux devaient donc pouvoir donner un feu rouge, blanc, vert ou jaune…
Aujourd’hui la seule indication nécessaire est « train complet » et, seul, le feu rouge est nécessaire.
En Belgique, les lanternes de queue utilisées précédemment ont été remplacées en 2007 par le même modèle qu'en France (voir ci-dessous).

### Lanterne de queue
Son feu est une unité lumineuse à diodes électroluminescentes, ses organes de commande : interrupteur de commande à fonctionnement automatique dès que la lampe est enclenchée dans un support de lanterne. Elle offre une poignée : possibilité de préhension par la face supérieure, et son alimentation est une pile spéciale avec indicateur de charge (voyant sur le côté gauche).